# Basílica de la Inmaculada Concepción (Jacksonville)
La Basílica de la Inmaculada Concepción (en inglés: Basilica of the Immaculate Conception ) es una iglesia católica histórica en el centro de Jacksonville, Florida, al sur de Estados Unidos. Es además una iglesia parroquial en la diócesis de San Agustín, que representa la más antigua congregación católica de Jacksonville. El edificio actual, que data de 1910, fue introducido en el Registro Nacional de Lugares Históricos en 1992, y fue nombrado una basílica menor en 2013. Se encuentra en el 121 Oriente Duval Street; su actual párroco es el Padre Ed Murphy.
La congregación se estableció aproximadamente en 1845 como una misión de la parroquia católica de Savannah, en Georgia, y el primer edificio de la iglesia fue construido en 1847. La Inmaculada Concepción fue designado como parroquia en 1854, pero el edificio original fue destruido por fuerzas de la Unión durante la guerra civil estadounidense. Un segundo edificio fue planeado poco después de que Jacksonville se convirtió en parte de la diócesis católica de nueva creación de San Agustín en 1870, y se terminó en 1874. Este fue destruido junto con la mayoría del centro de Jacksonville en el gran incendio de 1901. 
El actual edificio fue diseñado en 1905 por el arquitecto M.H. Hubbard, también el diseñador de la iglesia bautista Bethel Institucional. La construcción comenzó en 1907 y finalizó el 8 de diciembre de 1910, cuando el edificio fue dedicado.